# Nanophylum
Il nanophylum (pl. nanophyla) è una categoria tassonomica, utilizzata in biologia per la classificazione scientifica delle forme di vita. Rappresenta un taxon gerarchicamente inferiore al microphylum e superiore alla superclasse.